# Szinberger Sándor
Szinberger Sándor (Kolozsvár, 1921. október 24. – Bat-Yam, Izrael, 2008. június 30.) erdélyi magyar zenei szakíró, rendező.

## Életútja
Középiskoláit a kolozsvári Gh. Bariţiu líceumban végezte. Zenei tanulmányait (a zongorát és zeneelméletet) a Paul Dukas-növendék Boskovics Sándornál folytatta. Magasabb zenei szakképesítését a kolozsvári Zenekonzervatóriumban szerezte zeneszerző növendékként Andreescu-Skeletty és Marţian Negrea osztályában, ahol 1946-ban diplomázott. 1946–49 között történelmet és művészettörténetet hallgatott a Bolyai Tudományegyetemen. Megjárta a munkaszolgálatot, a deportálást, 1945-ben a buchenwaldi haláltáborból szabadult. 1945–46 között segédrendező, majd 1950-ig rendező a kolozsvári Román Operában, 1951–74 között az Állami Magyar Opera főrendezője, közben 1956-tól igazgatója is. A kritikusok szerint az ő igazgatásának évei a kolozsvári Állami Magyar Opera aranykorszakát jelentették. Ezekben az években vált ismertté az intézmény a határokon túl is és került be a tekintélyes nemzetközi művészcserék forgalmába. Közben 1948–64 között rendezői pályafutásával párhuzamosan a Gheorghe Dima Zenekonzervatóriumban előadótanár. 1973–78 között, mint főrendező, visszatért a kolozsvári Román Operához. Több mint 50 operát és operettet állított színpadra itthon és külföldön (Magyarországon, Ausztriában, Németországban, Olaszországban, Egyiptomban). A Kolozsvárt általa rendezett operák közül Salvatore Allegra Az arckép c. műve (1969) világbemutató volt.
1978-ban kitelepedett Izraelbe, ahol az első években egyetemi tanár. Dalokat, rövid zenés színpadi jeleneteket, kamaraoperákat írt; Auschwitz 44 c. tragikus jelenetét Jeruzsálemben (1983), majd 2004-ben Kolozsváron is bemutatták.
Zenei tárgyú cikkeket olykor a romániai sajtóban is közölt, zeneirodalmi munkássága azonban Izraelben bontakozott ki: zenekritikákat és egyéb, a szakmával kapcsolatos írásokat jelentetett meg a tel-avivi Új Keletben és a Revista mea c. román nyelvű publikációban. Ott írta meg, de megjelenés céljából hazaküldte Kolozsvárra könyveit, amelyek elsősorban az opera műfaját járják körül. A Gondolatok az operáról című négy tanulmányában egy gazdag életpálya tapasztalatait sorakoztatja fel, arra hívja fel a figyelmet, hogy milyen módon (is) lehet operát nézni-hallgatni, melyek azok az alappillérek, amelyekre az illető mű zenedramaturgiailag felépül, milyen eszközökkel él a zeneszerző és elképzeléseinek zenei, ill. látványtolmácsolói: a karmester, a rendező, az előadóművészek, a kívánt katarzis kiváltása érdekében. Fontos megállapítása, hogy az opera mint műfaj szoros szellemi egységben valósul meg a társművészetekkel, ezek kölcsönösen hatnak egymásra, és ezen szabályok figyelmen kívül hagyása az alkotó számára végzetes következményekkel jár.
A visszatekintő számadása a Kolozsvár két operájában eltöltött éveknek a szerző személyiségén átszűrt összefoglalása. Láthatóan igyekszik kikerülni a kényesebb témákat.
További kötetei szakmai elemzések, visszaemlékezések, művészportrék erősen szubjektív szemszögből.

## Díjak, elismerések
1957-ben érdemes művészi címmel tüntették ki, 1969-ben Fontana di Trevi-díjat kapott Olaszországban.

## Kötetei
- Gondolatok az operáról. Négy tanulmány; szerk., utószó Laskay Adrienne; Erdélyi Híradó, Kolozsvár, 1996
- A visszatekintő számadása; szerk., utószó Laskay Adrienne; Erdélyi Híradó, Kolozsvár, 1998
- Vesszőparipáim (Kolozsvár, 2000)
- A közönség rászedésének rövid antológiája (Kolozsvár, 2001)
- Karmester a tűzoltólétra tetején (Kolozsvár, 2002)